# SMS2
SMS2 (eng. kratica za Small Multitasking System 2, "mali višezadaćni sustav 2") je računalni operacijski sustav kojeg je za Atari ST razvio Tony Tebby, dizajner operacijskog sustava QDOS za osobna računala Sinclair QL. SMS2 je evoluirao iz QDOS-a, nije se namjeravalo da pruži sve mogućnosti koje je pružao QDOS.
Kasnije je Tebby razvio SMSQ i SMSQ/E, koji je dodao kompatibilnost za QDOS (i SuperBASIC) te je radio na raznim platformama koje su emulirale QL i Atari.